# Туневщина
Туневщина (бел. Тунеўшчына) — деревня в Алексичском сельсовете Хойникского района Гомельской области Республики Беларусь.

## География

### Расположение
В 26 км на запад от районного центра и железнодорожной станции Хойники (на ветке Василевичи — Хойники от линии Гомель — Калинковичи), в 129 км от Гомеля.

## Транспортная сеть
Транспортные связи по просёлочной, затем автомобильной дороге Хойники — Мозырь. Планировка состоит из чуть изогнутой улицы, близкой к широтной ориентации, к центру которой присоединяется короткая прямолинейная улица с переулком. Застройка деревянная, усадебного типа.

## История
Деревня Туневщина (Туновщизна) известна из источника, основанного на данных ревизии 1795 года, как селение в Речицкой округе (уезде) Черниговского наместничества (губернии), с 1797 г. — Минской губернии. Принадлежала мозырскому земскому судье Флориану Оскерко, владельцу имения Алексичи или Новый Двор, на 1796 год находилась в заставе у пана Садковского В 1834 г. в Туневщине владельцев Антония Флоренциева и Бригиды (из дома Шишков) Оскерко в 7 дворах проживали 21 мужчина и 14 женщин. Фамилии (т. е. постоянные) и прозвища крестьян – Шкода, Шеменок, Бондаренко, Засинец, Кушнер, Украинец, Кондрусик. Около 1850 г. Туневщина в составе имения Новый Двор перешла во владение панов Винчей, а после – Сущинских. В пореформенный период — в Юровичской волости Речицкого уезда Минской губернии.
Жители в 1931 году вступили в колхоз. Во время Великой Отечественной войны 54 жителя  погибли на фронте. Согласно переписи 1959 года в составе колхоза «Ленинский путь» (центр — деревня Глинище). Располагался клуб.

## Население

### Численность
- 2021 год — 25 хозяйств, 29 жителей

### Динамика
- 1834 год — 6 дворов
- 1850 год — 8 дворов
- 1897 год — 15 дворов, 96 жителей (согласно переписи)
- 1908 год — 17 дворов 143 жителя
- 1930 год — 31 двор, 161 житель
- 1959 год — 446 жителей (согласно переписи)
- 2004 год — 58 хозяйств, 105 жителей
- 2021 год — 25 хозяйств, 29 жителей

## Достопримечательность
- Памятник герою Советского Союза Н. А. Гречихину. Установлен на пересечении дорог Калинковичи-Хойники и Туневщина-Глинище в 1975 году.